# Eternidad

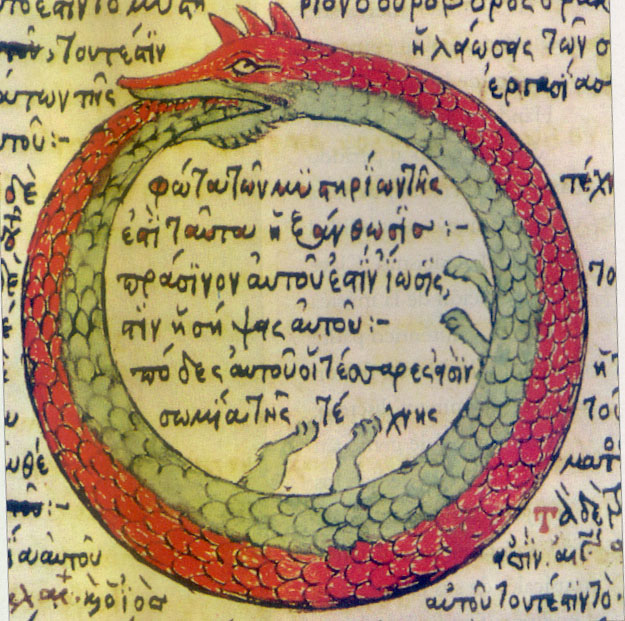
Uróboros, la «serpiente alquímica».

El concepto de eternidad (del latín aeternitas), relacionado con el de inmortalidad, se refiere, popularmente, unas veces a una duración infinita y sin límites, y otras designan una existencia sin tiempo o fuera del tiempo. Sin embargo, los conceptos de «eternidad», «inmortalidad» e «infinitud», al ahondar más específicamente en su estudio particular, no poseen, de hecho, los mismos significados, tal y como ejemplifican los textos subsiguientes.
Existen diversas argumentaciones acerca del tópico de la eternidad, a través de las cuales, quienes las sustentan, empezando por el filósofo griego Aristóteles, tratan de demostrar que la materia, el movimiento y el tiempo deben haber existido y existirán eternamente.

## Eternidad como no-tiempo
El padre de la Iglesia san Agustín escribió que el tiempo existe solo dentro del universo creado, de manera que Dios existirá fuera del tiempo, ya que para Dios no existe pasado ni futuro, sino únicamente un eterno presente que se podría llamar  el presente continuo.
No es necesario creer en Dios para sostener este concepto de eternidad: un matemático ateo puede mantener el dogma filosófico de que los números y las relaciones entre los mismos existen con independencia del tiempo, y en tal sentido puede decirse que son eternos.
De otro lado, los testimonios de personas que han sufrido experiencias cercanas a la muerte hablan en ocasiones de la eternidad como de una existencia atemporal.
Otra faceta de la eternidad es su invariabilidad en determinados aspectos. Suponiendo que nos hallamos en un estado de la eternidad, en principio una persona no podría romper un lápiz en dos, o caminar de un lugar a otro, ya que dichas acciones tienen un antes y un después: un momento en el que el lápiz está entero y otro en que ya no lo está. Estos cambios corresponden al tiempo, a lo temporal, siendo así que la eternidad es atemporal, por lo que básicamente nada puede ocurrir en la eternidad en el sentido en que entendemos el desarrollo de los acontecimientos en la temporalidad.
Para que estas acciones tengan lugar, debe haber un tiempo que corresponda a una acción continuada: un tiempo en el cual pasado, presente y futuro son combinados para conformar una acción constante. Uno no «rompe» o «ha roto» el lápiz (presente o pasado reciente), sino que «lo rompió, lo rompe y lo romperá», todo en un mismo instante.
Todas estas inflexiones verbales se usan en la Biblia.

## Eternidad y Dios
Los teístas afirman que Dios es eternamente existente. La comprensión exacta de este supuesto depende otra vez del tipo de definición de eternidad que usemos. Por una parte, Dios podría existir «en» la eternidad, una existencia atemporal, donde las categorías de «pasado», «presente» y «futuro» no son aplicables. Por otra, Dios podría existir «por» o «a través» de la eternidad, o «siempre», habiendo existido ya en un tiempo infinito, por lo que se esperaría que continuase existiendo por tiempo ilimitado.
Pero para cualquier definición de eternidad que empleemos, es común observar que seres humanos finitos no pueden comprender la eternidad completamente, ya que se trata, o bien de aprehender una cantidad infinita del tiempo que comprendemos, o bien de entender un concepto de infinito propio de un espacio o tiempo que no comprendemos.
Para la definición de infinito, hay ejemplos que pueden ejemplificarlo, al menos un infinito potencial, o una serie de sucesos que comienza y no termina. Una sucesión de hechos que comienza y no termina no es potencialmente eterna, según esa definición. Una sucesión de momentos que ha comenzado y no ha terminado no puede ser eterna, puesto que, incluso si fuera a prolongarse por el resto del tiempo (en el infinito), seguirá existiendo una especie de vacío temporal «antes» del momento inicial de la sucesión. Nada habría originado dicha sucesión de momentos. Sí, por definición, la eternidad no tiene principio, esa sucesión no admitiría el estatus de eternidad o de potencialmente eterna. (Por este motivo, además, se entiende que el universo del Big Bang no es eterno, porque, tautológicamente, ha tenido un principio). De modo parecido, una vida terrena sin muerte nunca se podría conseguir, pues el principal problema a este planteamiento es que para llegar a ella  habría que acabar con la existencia del tiempo, y no, como se suele enfocar en los debates científicos, con la mejora de una biología insertada en el tiempo.
Cabe relacionar la noción de vida eterna con el concepto de Dios creador, un ser totalmente independiente de «todo lo demás», lo cual existe solo porque él lo creó. Este creacionismo se relaciona con el panenteísmo (distinto del panteísmo). Si dicha premisa es verdadera, se sigue que Dios es independiente tanto del espacio como del tiempo, ya que estas son meras propiedades del universo, han tenido un principio y probablemente tendrán un fin. De modo que, de acuerdo con esta noción, Dios existe antes de que el tiempo comenzara, existe durante todos los momentos del tiempo, y continuaría existiendo si de algún modo el universo o el tiempo dejaran de existir.
Acerca de la vida eterna, la Revelación bíblica indica que, de entre todas las criaturas, es el hombre el único capaz de aprender el concepto de eternidad. Una de las versiones del Eclesiastés (Ec 3:11) reza:

Él ha hecho todo hermoso en su tiempo. Él ha puesto la eternidad en el corazón de los hombres.

En contraste con vida eterna, tenemos la existencia sin fin con la que fueron bendecidos los animales en el principio de los tiempos, debido a su incapacidad para comprender el concepto de eternidad o de tiempo; el ser humano renunció a la vida eterna, que le era dada gratuitamente, al cometer el pecado original y ser arrojado del Paraíso.
Es creencia común entre los teístas que, pese a que la humanidad comprende el concepto de eternidad, solo se obtiene la vida eterna una vez que se vuelve a Dios.

## Eternidad y ciencia
Para el físico Isaac Newton, el tiempo es absoluto, verdadero y matemático, y fluye con independencia de todo otro fenómeno. Newton relaciona la eternidad con Dios:

Él es eterno e infinito, omnipotente y omnisciente; esto es, su duración se extiende desde la eternidad a la eternidad y su presencia del infinito al infinito.
 Philosophiæ naturalis principia mathematica. General Scholium, 941 - 3ª ed., 1726

La moderna teoría de la relatividad aporta una descripción física del universo y del tiempo, en la cual este es relativo al marco de referencia de la observación; asimismo, pasado y futuro podrían de alguna manera coexistir con el presente.
La teoría presentista describe el universo en relación con la llamada invariancia galileana, en la cual solamente existe la duración presente. Este concepto, el presentismo, se halla muy extendido en la actualidad. La postura contraria (no existen límites entre pasado, presente y futuro) viene representada por el llamado eternalismo.
La física moderna, de tendencia más bien eternalista, describe el comienzo físico del universo como una gran explosión, o Big Bang. La NASA ha sido capaz de verificar la época del origen del universo a partir de la reciente detección de la radiación de fondo emanada por el Big Bang. El tiempo, el espacio y la materia surgieron hace alrededor de 13 000 millones de años (otras fuentes lo sitúan entre 10.000 y 15.000 millones de años).
La ciencia determina que, desde su origen, el tiempo se ha movido en una única dirección, o flecha del tiempo. En este modelo, el pasado precede al presente, que a su vez precede al futuro.
El físico y divulgador Brian Greene, en su libro El tejido del cosmos, explica el concepto de eternidad dominante en la física desde Einstein, quien calificaba el tiempo de «ilusión pertinaz». Esta eternidad física sería inmanente al propio universo, no trascendente, como pretenden las religiones. La argumentación de Greene parte de la  relatividad, que ha demostrado que los momentos pasados o futuros no pueden ni deben ser interpretados como menos reales que el pretendido momento presente. De este modo, el tiempo ha de entenderse como un todo que excluye las fronteras entre pasado, presente y futuro; un todo, pues, indiviso, aunque fundido con el espacio (véase Eternalismo).

De la misma manera que imaginamos que todo el espacio está realmente ahí fuera, que existe realmente, también deberíamos imaginar que todo el tiempo está realmente ahí fuera, que también existe realmente. Pasado, presente y futuro parecen ser ciertamente entidades distintas. Pero, como Einstein dijo en cierta ocasión: «Para nosotros, físicos convencidos, la distinción entre pasado, presente y futuro es sólo una ilusión, por persistente que sea». Lo único que es real es la totalidad del espaciotiempo.
El tejido del cosmos, Ed. Crítica, 2010, p. 183-184

En su libro La teoría del todo, el físico Stephen Hawking expone la hipótesis más novedosa. Sin estudiar directamente el tema de la eternidad, propone, partiendo de la relatividad general y la mecánica cuántica, un modelo de universo difícilmente concebible, el cual, por un lado, es «finito en el espacio y el tiempo» pero, por otro, está exento de bordes o fronteras, es decir, no tiene principio ni final definidos. La mecánica cuántica permitiría la no existencia de singularidades —singularidades como el «principio» (Big Bang) o el «fin» (Big Crunch).
Hawking compara este espacio con la superficie esférica de la Tierra, finita en extensión pero sin bordes o fronteras, aunque asignándole dos dimensiones extra, incluyendo la cuarta dimensión temporal (con lo que parece sugerir lo que se ha definido como hiperesfera).
Hawking concluye: 

La teoría cuántica de la gravedad ha abierto una nueva posibilidad. En esta, no habría ninguna frontera para el espacio-tiempo. [...] No habría singularidades en las que las leyes de la ciencia dejaran de ser válidas ni bordes del espacio-tiempo en el que hubiera que apelar a Dios o alguna nueva ley para establecer las condiciones de frontera para el espacio-tiempo. Se podría decir: “La condición de frontera del universo es que no tiene frontera”. El universo sería completamente autocontenido y no estaría afectado por nada fuera del mismo. No sería ni creado ni destruido. Simplemente sería.
La teoría del todo, Ed. Debolsillo, 2009, p. 103-104

El físico Roger Penrose, viejo colega de Hawking, ha elaborado una teoría circular de la historia del universo que él denomina cosmología cíclica conforme. Dicha teoría propone una sucesión «posiblemente infinita» de fases, cada una con un principio y un final, y separadas por sus respectivos big bangs. Según Penrose, cada una de estas fases, a las que llama eones, «parece ser una historia entera de un universo en expansión» (Ciclos del tiempo. Barcelona, Debolsillo, 2011 - p. 150). El concepto de eternidad de este científico afecta a las partículas sin masa, los fotones y gravitones: «Según una partícula sin masa, el paso del tiempo no existe; una partícula semejante puede incluso alcanzar la eternidad antes de experimentar el primer “tic” de su reloj interno. […] ¡Bien podría decirse que “la eternidad no es para tanto” para una partícula sin masa como un fotón o un gravitón!» (op. cit., p. 148).

## Eternidad y simbolismo
La eternidad es simbolizada a menudo por la imagen de una serpiente que se come su propia cola, conocida como Uróboros (u Ouroboros), aunque el símbolo también puede tener otras significaciones.
También se usa el círculo como signo de eternidad. El concepto relacionado, el de infinito, se simboliza por el signo matemático {\displaystyle \infty }.
Dentro de la mitología griega, las desgraciadas leyendas de Prometeo por un lado, y de Sísifo por otro, suponen sendas metáforas negativas de la eternidad.
También imagen negativa de la eternidad es la larga y truculenta descripción del infierno desarrollada por el novelista irlandés James Joyce, en su novela Retrato del artista adolescente (1916):

La última tortura, la que sirve de remate a todas las otras del infierno, es su eternidad. ¡Eternidad! ¡Oh, tremenda y espantosa palabra! ¿Qué mente humana podrá comprenderla? Y tened presente que se trata de una eternidad de sufrimiento.
Capítulo 3

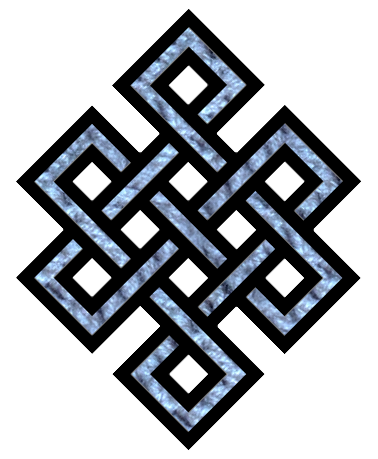
El "nudo infinito," símbolo de la eternidad, utilizado en el budismo tibetano.
Un antiguo símbolo armenio de eternidad.
Variaciones del símbolo de infinito.

### Iconología

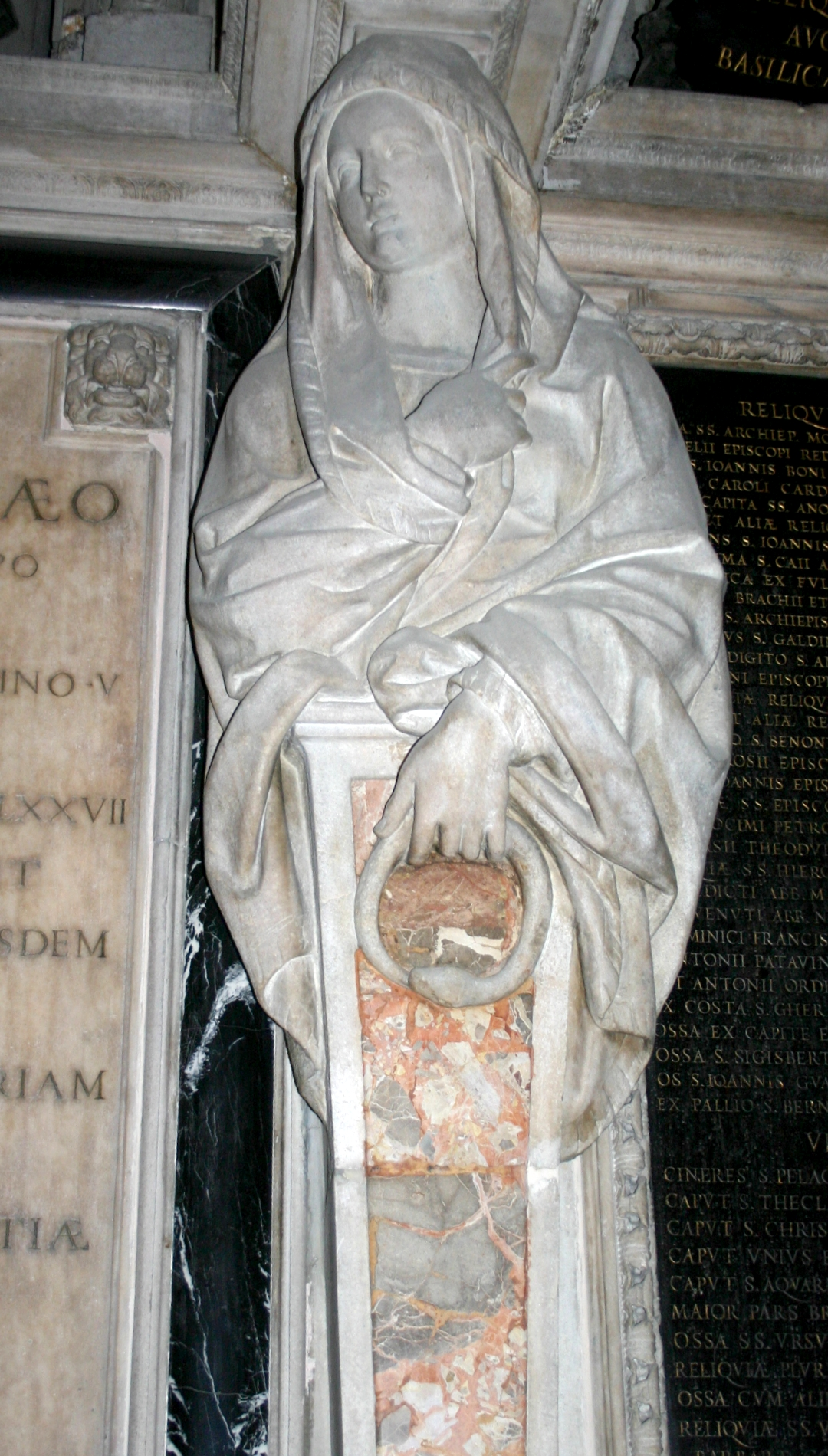
Personificación de la Eternidad, sosteniendo el Uróboros. Cariátide en el ábside de la Catedral de Milán (1611).

Eternidad era una deidad alegórica que los antiguos adoraban y que confundían algunas veces con el Tiempo. A veces la representaban sosteniendo en la mano una serpiente que muerde su cola (el uróboros) y forma un círculo en medio del cual presentan un reloj de arena alado para indicar la rapidez de la vida. En las medallas de Vespasiano, Domiciano y Trajano se ve designada la Eternidad por una diosa que sostiene en sus manos las cabezas radiantes del Sol y de la Luna. Se ven también en las medallas tres figuras que llevan un velo extendido en forma de arco sobre su cabeza, y que también son imagen de la eternidad. Una medalla de Faustina la representa en pie, cubierta de un velo y sosteniendo un globo en su mano derecha.
Algunas veces se la pinta como una joven amazona, armada con una pica y sosteniendo un cuerno de la abundancia, emblema enigmático, como observa sabiamente Winckelmann. En una medalla de Adriano la figura simbólica está encerrada en un círculo y tiene un globo sobre el cual está posada un águila. En una medalla griega de Antonino Pío, se halla representada la eternidad por un fénix con una inscripción sobre el tiempo. Winckelmann habla de una urna cineraria en que se ve esta ave fabulosa sobre una hoguera. Por lo demás, estos diferentes tipos que en las medallas representan la Eternidad, por lo regular solo significan la perpetuidad del Imperio. Los emperadores llegaron a usurpar estos símbolos para indicar solamente una larga y feliz continuación de años. En prueba de esto se ve, entre otras, una medalla del emperador Augusto en la cual hay una figura que sostiene dos cabezas coronadas con estas palabras: Aeternitas Augusti S. Claudiano en su segundo libro de Las alabanzas de Estilicon, da esta descripción del antro de la Eternidad. Dice:

Es un lugar desconocido, donde no puede penetrar el espíritu humano y en donde los mismos dioses apenas tienen acceso. Esta caverna, madre de los años, fea por su vejez, infinita en su duración, hace salir de su vasto seno todos los tiempos y los vuelve a llamar. Naturaleza cuya vejez no puede alterar sus gracias, hace guarda en la entrada del vestíbulo: revolotean a su alrededor una infinidad de almas. Preside el antro un anciano venerable que dicta en él leyes eternas. Él es el que arregla el número, la carrera y el reposo de los astros y por quien todo vive y perece según los inmutables decretos. En el antro se ven todos los siglos, distinguido cada uno por su metal y todo en el lugar que tienen señalado.

Marciano Capella hace a la Eternidad hija de Júpiter. Sus símbolos más ordinarios son el fénix, el elefante y el ciervo, a causa de su longevidad. Ripa pone en sus manos dos bolas de oro y la viste de una ropa de azur, sembrada de estrellas. Cochin, añade una corona de estrellas, la serpiente que se muerde la cola y el sol y la luna que se pierden en las nubes, mientras que la Eternidad permanece inmóvil.

## Otras formas de eternidad

### En religión
- Para el budismo y doctrinas relacionadas, la eternidad aparece bajo la especie del samsara, el ciclo interminable de nacimiento, muerte y renacimiento en la naturaleza, constituyendo uno de los fundamentos de sus creencias.

- Para su idea dual de la eternidad, los antiguos egipcios utilizaban dos conceptos, la renovación cíclica del "neheh" (nhh) y la lineal y continua de la "dyet" (dt). Para primero, móvil, la eternidad de su funcionamiento, para el último, estático, la permanencia de lo existente. Los egipcios los asociaban con otros conceptos dualistas neheh-dyet: dios Ra (ligado al sol)-dios Osiris (ligado al inframundo); masculino-femenino; orden cósmico (Maat)-caos primordial (Isfet); comienzo-final; oeste-este; norte-sur o día-noche. En el Libro de la Vaca Sagrada, sus personificaciones soportan los pilares del cielo.[1]

- Según se refleja en el Libro de los muertos, para los antiguos egipcios la eternidad venía representada por los campos de Aaru, el paraíso donde reinaba el dios Osiris, que se situaba hacia el levante, por donde se eleva el Sol. Era descrito como un campo eternamente fértil, similar al delta del Nilo: una zona de caza y pesca ideal. Solamente a los espíritus cuyos actos pasados terrenales (conciencia y moralidad, representados por el corazón) pesaban igual que el Maat (la armonía cósmica, representada simbólicamente por una pluma), les era permitido comenzar el largo y peligroso viaje al Aaru, para disfrutar allí de sus placeres por toda la eternidad.

- Dentro del zoroastrismo, en sus escrituras más tardías (Avesta), se contempla una creación doble gobernada por dos deidades distintas e independientes, al frente de sus respectivos ejércitos hostiles. El demonio (Angra Mainyu) era igual a Dios (Ahura Mazda) en poderío y eternidad. Más modernamente (siglo IX d. C.), la doctrina zoroástrica de las postrimerías calcula la duración total del tiempo en 12 000 años, divididos en periodos de 3000. Al finalizar dichos períodos se instaurará en el mundo un nuevo orden glorioso, resucitarán los muertos y serán separados los buenos de los réprobos.[2]

- La eternidad viene contemplada en la doctrina del Islam. El más allá islámico es una elaboración de las escatologías judía, zoroástrica y cristiana.[2]

El alma de los elegidos va a un paraíso ideado sobre el modelo de la existencia terrenal, para gozar de sus deleites, que comprenden banquetes, música y el disfrute de hermosas mujeres, así como la contemplación del rostro de Dios de día y de noche (...) se le contrapone el infierno, con siete divisiones asignadas a los musulmanes infieles, judíos, cristianos, sabeos, magos, idólatras e hipócritas, respectivamente. El destino humano está prefijado y escrito en las tablas eternas de la fe.
E. O. James. Historia de las religiones (1956)

### En filosofía
- El filósofo presocrático Parménides de Elea entendía la eternidad, no como duración infinita, sino como negación del tiempo:

El ser nunca ha sido ni será, porque es ahora todo él, uno y continuo.

- El filósofo griego Platón, en el comienzo de su diálogo Timeo, distingue el mundo físico del mundo eterno. El primero está sujeto al cambio y a la muerte, y es objeto de la opinión irracional, mientras que el mundo eterno nunca cambia y puede ser aprehendido por la razón.

- El filósofo romano Boecio, la relaciona con la vida eterna. Eternidad es

la posesión total, simultánea y perfecta de una vida interminable.

- Para el filósofo aristotélico andalusí Averroes, la creación es emanación de la divinidad, que es eterna; por lo tanto, la materia y el mundo son eternos.

- El filósofo alemán Friedrich Nietzsche con su idea del eterno retorno de lo idéntico, y el italiano Giambattista Vico, con su teoría de los ciclos, defienden una visión circular e interminable de la existencia y de los hechos históricos, lo que supone nuevos vislumbres de eternidad.

- Para el filósofo francés Ernest Renan,

El hombre puede vivir sin creer en la eternidad, pero es conveniente que uno crea en ella, por sí mismo y por su circunstancia.

- El filósofo austríaco Ludwig Wittgenstein, al final de su obra más conocida, Tractatus logico-philosophicus (1922), ofrece la siguiente acepción de «eternidad»:

Si por eternidad se entiende no una duración temporal infinita, sino la intemporalidad, entonces vive eternamente quien vive en el presente. Nuestra vida es tan infinita como ilimitado nuestro campo visual.

- El filósofo alemán Martin Heidegger, en su conferencia El concepto del tiempo (1924), que en muchos aspectos prefigura su obra central de 1927, El ser y el tiempo, vincula los conceptos de eternidad y tiempo:

Si el tiempo encuentra su sentido en la eternidad, entonces habrá que comprenderlo a partir de ésta. (...) Este modo de plantear la cuestión es correcto en el supuesto de que dispongamos del mencionado punto de partida (...) si Dios fuera la eternidad, entonces la manera de considerar el tiempo inicialmente propuesta habría de mantenerse en un estado de perplejidad mientras no se conozca a Dios. (...) El filósofo no cree. Cuando el filósofo plantea la cuestión del tiempo, entonces está dispuesto a comprender el tiempo a partir del tiempo, concretamente a partir del ἀεί (siempre), concepto que se presenta como eternidad, pero que en el fondo constituye un mero derivado de la esfera temporal.

### En literatura
- Del poeta bohemio Rainer Maria Rilke:

Ésta es la nostalgia: habitar en la onda
y no tener patria en el tiempo.
Y éstos son los deseos: quedos diálogos
de las horas cotidianas con la eternidad.
De Poemas tempranos (1899)

Extraño no seguir deseando los deseos. Extraño
ver todo aquello que nos concernía como flotando
suelto en el espacio. Y penosa la tarea de estar muerto,
penoso ese recobrarse plenamente, hasta llegar a sentir poco a poco
la huella de la eternidad (...)
Los ángeles -se dice- no saben a menudo si se mueven
entre los vivos o entre los muertos. La eterna corriente
arrastra consigo todas las edades, a través de los dos reinos,
y sobre ambos se extiende, acallándolos, el poderío de su voz.
De Elegías duinesas. I (1923)

- El poeta anglo-estadounidense T. S. Eliot, principia su obra más importante, Cuatro cuartetos (1943), con una disquisición sobre la eternidad vinculada a la salvación:

Tiempo presente y tiempo pasado
se hallan quizá presentes en el tiempo futuro
y el tiempo futuro dentro del tiempo pasado.
Si todo tiempo es eternamente presente
todo tiempo es irredimible.
Burnt Norton (1936)

- El escritor de ciencia ficción estadounidense Isaac Asimov tituló una de sus novelas El fin de la Eternidad (1955, sobre el viaje en el tiempo). El también escritor de ciencia ficción Greg Bear titula una de las suyas Eternidad (1988).

- El escritor argentino Jorge Luis Borges dedicó un libro de ensayos a este tema: Historia de la eternidad (1936). Ya en el prólogo, la califica de «artificio»:

El movimiento, ocupación de sitios distintos en instantes distintos, es inconcebible sin tiempo; asimismo lo es la inmovilidad, ocupación de un mismo lugar en distintos puntos del tiempo. ¿Cómo pude no sentir que la eternidad, anhelada con amor por tantos poetas, es un artificio espléndido que nos libra, siquiera de manera fugaz, de la intolerable opresión de lo sucesivo?

- A lo largo de todo el poema Viento entero del poeta mexicano Octavio Paz (dentro del libro Hacia el comienzo, 1968), encontramos el leitmotiv: «El presente es perpetuo», tal como evidencia la siguiente estrofa:

El presente es perpetuo
Llueve sobre mi infancia
sobre al jardín de la fiebre
flores de sílex árboles de humo
poema Viento entero